# Cyrtanthus
Genre
Classification APG III (2009)
Cyrtanthus est un genre de plantes à fleurs appartenant à la famille des Amaryllidaceae que l'on trouve en Afrique du Sud, notamment dans la région du cap de Bonne-Espérance.

## Synonymes
- Timmia J.F.Gmel[1].
- Gastronema Herb[2].
- Monella Herb[3].
- Vallota Herb[3].
- Cyphonema Herb[4].
- Eusipho Salisb[5].
- Anoiganthus Baker[6]
- Vallanthus Cif. & Giacom.

## Quelques espèces
- Cyrtanthus angustifolius (L.f.) Aiton[7], Province du Cap.
- Cyrtanthus attenuatus R.A.Dyer[8], Province de l'État-Libre, jusqu'au Lesotho.
- Cyrtanthus bicolor R.A.Dyer[9], Mpumalanga, jusqu'au Swaziland.
- Cyrtanthus brachyscyphus Baker[10], Province Orientale du Cap et KwaZulu-Natal.
- Cyrtanthus brachysiphon Hilliard & B.L.Burtt[11], KwaZulu-Natal.
- Cyrtanthus breviflorus Harv., Thes. Cap. 2: 25 (1863). Kenya et Afrique du Sud.
- Cyrtanthus carneus Lindl.[12], Sud de la Province Occidentale du Cap.
- Cyrtanthus clavatus (L'Hér.)[13], Sud de la Province du Cap.
- Cyrtanthus collinus Ker Gawl.[14], Province du Cap.
- Cyrtanthus contractus N.E.Br.[15], Afrique du Sud.
- Cyrtanthus debilis Snijman[16], Sud de la Province Occidentale du Cap].
- Cyrtanthus elatus (Jacq.) Traub[17], Province du Cap.
- Cyrtanthus epiphyticus J.M.Wood[18], Province Orientale du Cap, jusqu'au KwaZulu-Natal.
- Cyrtanthus erubescens Killick[19], KwaZulu-Natal.
- Cyrtanthus eucallus R.A.Dyer[20], Mpumalanga.
- Cyrtanthus falcatus R.A.Dyer[21], KwaZulu-Natal.
- Cyrtanthus fergusoniae L.Bolus[22], Sud de la Province Occidentale du Cap.
- Cyrtanthus flammosus Snijman & Van Jaarsv.[23], Province Orientale du Cap.
- Cyrtanthus flanaganii Baker in W.H.Harvey & auct. suc. (eds.)[24], Afrique du Sud.
- Cyrtanthus flavus Barnes[22], Province Orientale du Cap.
- Cyrtanthus galpinii Baker[25], Ouest du Mozambique et Afrique du Sud.
- Cyrtanthus guthrieae L.Bolus[26], Sud de la Province Occidentale du Cap.
- Cyrtanthus helictus Lehm.[27], Province Orientale du Cap.
- Cyrtanthus herrei (F.M.Leight.) R.A.Dyer[28], Namibie et Province Occidentale du Cap.
- Cyrtanthus huttonii Baker[10], Mpumalanga et Province Orientale du Cap.
- Cyrtanthus inaequalis O'Brien[29], Sud de la Province Occidentale du Cap.
- Cyrtanthus junodii Beauverd[30], Province Septentrionale du Cap.
- Cyrtanthus labiatus R.A.Dyer[31], Province Orientale du Cap.
- Cyrtanthus leptosiphon Snijman[32], Sud de la Province Occidentale du Cap.
- Cyrtanthus leucanthus Schltr.[33], Sud de la Province Occidentale du Cap.
- Cyrtanthus loddigesianus (Herb.) R.A.Dyer[34], Province Orientale du Cap.
- Cyrtanthus mackenii Hook.f.[35], Sud de la Province Orientale du Cap, jusqu'au KwaZulu-Natal.
- Cyrtanthus macmasteri Snijman[36], Province Orientale du Cap.
- Cyrtanthus macowanii Baker[37], Mpumalanga et Province Orientale du Cap.
- Cyrtanthus montanus R.A.Dyer[38], Province Orientale du Cap.
- Cyrtanthus nutans R.A.Dyer[39], KwaZulu-Natal et Swaziland.
- Cyrtanthus obliquus (L.f.) Aiton[7], Province du Cap; jusqu'au KwaZulu-Natal.
- Cyrtanthus obrienii Baker[40], Province Orientale du Cap, jusqu'au KwaZulu-Natal.
- Cyrtanthus ochroleucus (Herb.) Burch. ex Steud.[41], Sud de la Province Occidentale du Cap.
- Cyrtanthus odorus Ker Gawl[42]. Sud de la Province Occidentale du Cap.
- Cyrtanthus rhodesianus Rendle[43], Sud de l'Afrique tropicale (Monts Chimanimani).
- Cyrtanthus rhododactylus Stapf[44], Province du Cap.
- Cyrtanthus rotundilobus N.E.Br[45]. Province Orientale du Cap.
- Cyrtanthus sanguineus (Lindl.) Walp[46]. Soudan et Tanzanie, Province Orientale du Cap et KwaZulu-Natal.
- Cyrtanthus smithiae Watt ex Harv.[47], Province Orientale du Cap.
- Cyrtanthus spiralis Burch. ex Ker Gawl[48]. Province Orientale du Cap.
- Cyrtanthus staadensis Schönland[49], Province Orientale du Cap.
- Cyrtanthus stenanthus Baker in W.H.Harvey & auct. suc. (eds.)[50], Afrique du Sud.
- Cyrtanthus striatus Herb[51]. Province du Cap.
- Cyrtanthus suaveolens Schönland[52], Province Orientale du Cap.
- Cyrtanthus thorncroftii C.H.Wright[53], Province Septentrionale du Cap.
- Cyrtanthus tuckii Baker[54], Afrique du Sud.
- Cyrtanthus ventricosus Willd.[55], Sud de la Province du Cap.
- Cyrtanthus wellandii Snijman[56], Sud de la Province du Cap.
- Cyrtanthus welwitschii Hiern ex Baker[57], Sud de l'Afrique tropicale.

## Notes et références

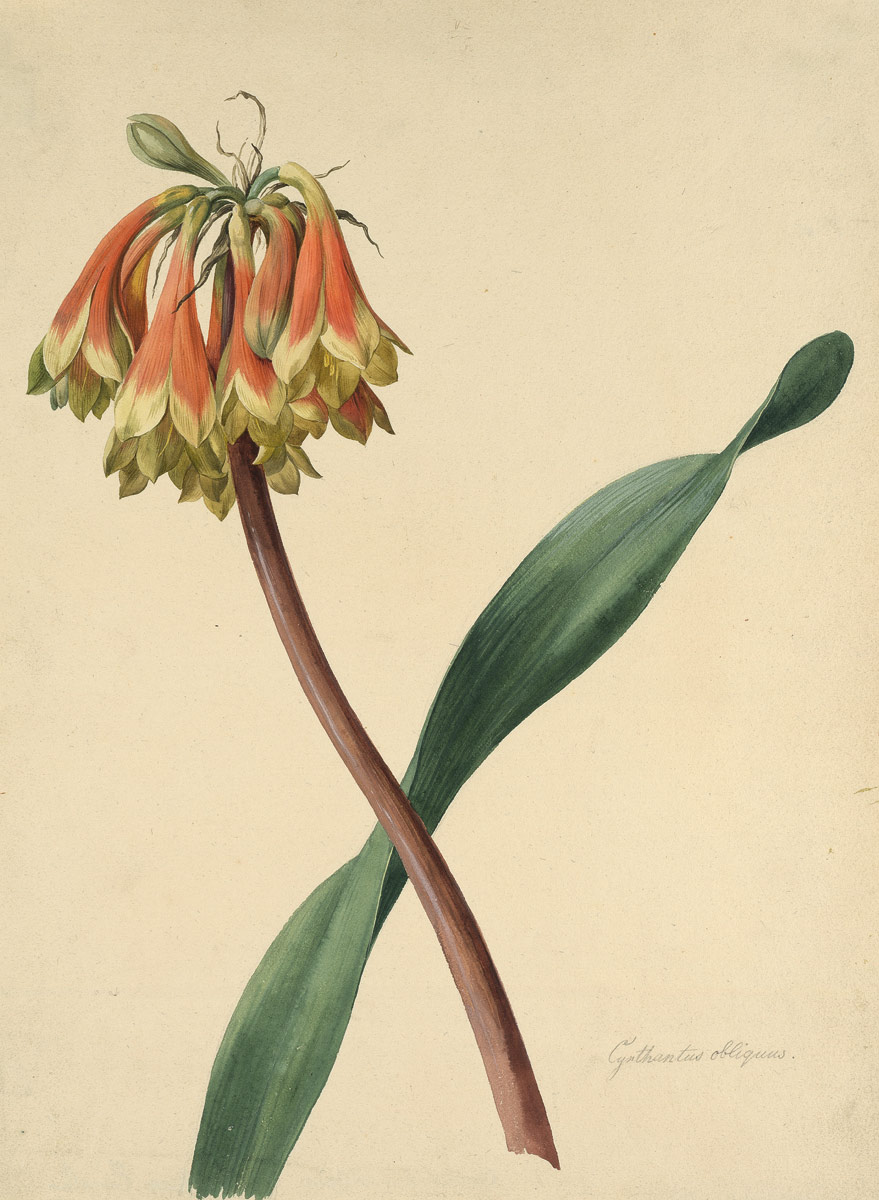
Cyrtanthus obliquus

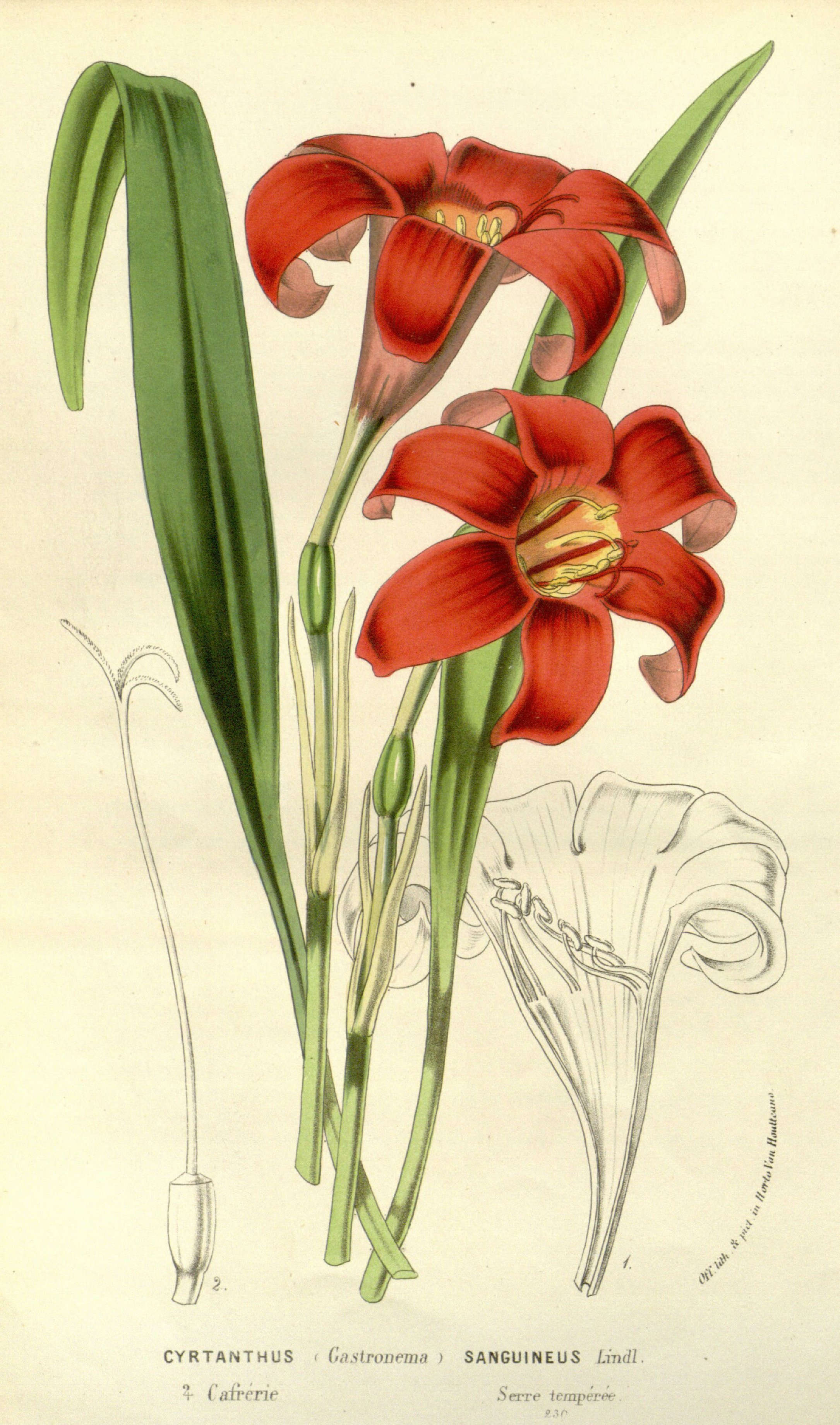
Cyrtantheus sanguineus